# Hyderabad (Deccan) Company
Die Hyderabad (Deccan) Company, Ltd. war eine zum Zweck des Bergbaus im indischen Fürstenstaat Hyderabad von Londoner Finanzkreisen unter der Führung von Messrs. Watson & Stewart im Januar 1886 gegründete Firma. Sie erhielt nach knapp dreijährigen Verhandlungen ein exklusives Recht zum Suchen von Mineralien bis Ende 1891 sowie eine 99-jährige Konzession für jegliche Art des Bergbaus der gefundenen Vorräte im gesamten Staat. An abbauwürdigen Vorkommen waren anfangs nur die 1872 entdeckten Kohlefelder von Singareni, etwa 200 km östlich der Hauptstadt, mit zwei abbauwürdigen Flözen bekannt. Gefunden und abgebaut wurden später in geringen Mengen Eisenerz, Talk (bei Deodorg), Granate sowie Diamanten, die in den alten Minen des Golkonda-Reichs gefunden wurden, Gold (nahe Raichur) und Glimmer. Die Kohlekonzession wurde am 23. Dezember 1920 an die halbstaatliche Singareni Collieries Company verkauft. Management und Vertrieb übernahm Best & Co. Der Staat Hyderabad übernahm 1945 die Mehrheit der Aktien. Diese Firma besteht als Staatsbetrieb – SCCL – noch heute.

## Gründung und Finanzskandal

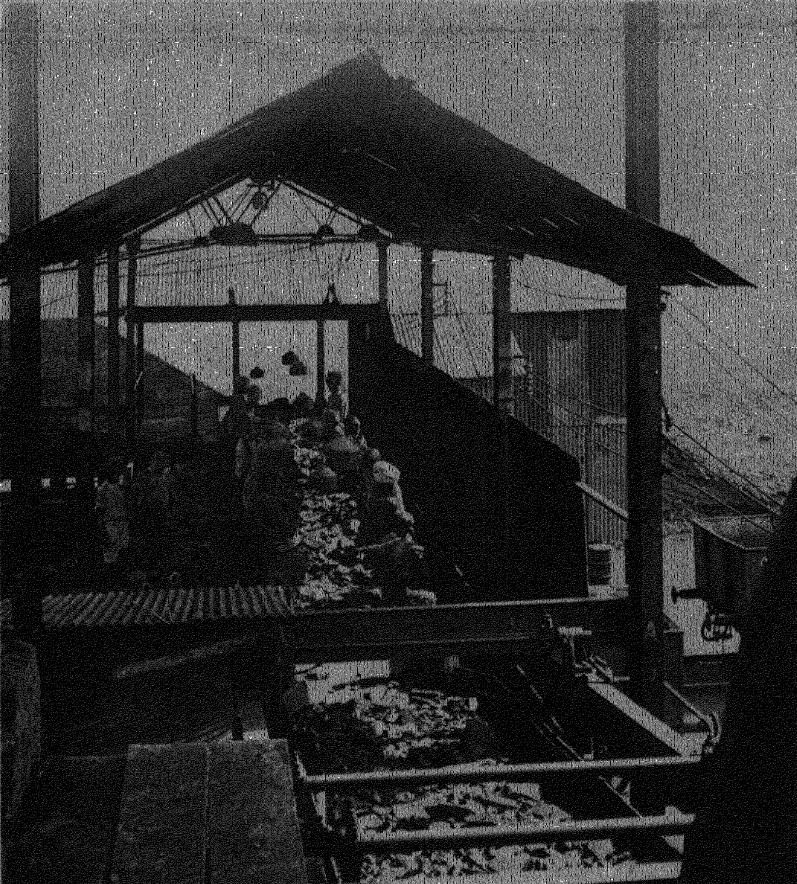
Rollenrost und Leseband für Kohle (Singareni, 1928)

Hinter der Gründung standen W. C. Watson und J. Stewart, die Ende der 1870er Jahre den Börsengang für den Bau der Nizam’s Guaranteed State Railway ermöglicht hatten. Schon damals stand die Vergabe einer Bergbaukonzession im Raum. Die Gesellschaft begab bei der Gründung 100.000 Aktien im Nennwert von je 10 £. Von diesen wurden nur 7500 Stück voll und weitere 7500 zur Hälfte eingezahlt und an der Börse platziert, die beiden Initiatoren beteiligten sich nur mit 25.000 £. Eine Dividende von 6 % wurde versprochen. Weder wurde ein Verkaufsprospekt ausgegeben, noch offiziell die Börsennotierung beantragt. Der große Rest der Aktien verblieb bei den Initiatoren und ihren Freunden, darunter Abdul Huq, dem ein Viertel der nicht ausgegebenen Aktien zukam. Durch Scheinhandel gelang es 1887/88, den Kurs der wenig nachgefragten Aktien auf 13–14 £ hochzutreiben. Bis Juni 1888 waren ca. 55.000 Aktien an 700 Anleger verkauft. Die getätigten Investitionen vor Ort lagen bei etwas über 6000 £.
Der Minister (Sadr-id-Maham) Abdul Huq wurde 1887 als Repräsentant des Nizams Asaf Jah VI. zu den Jubiläumsfeiern nach London entsandt, da er, unmittelbar nach dem Rücktritt des Diwans Salar Jung II., das dienstälteste Mitglied des Rates war. Abdul Huq stammte aus bescheidenen Verhältnissen und hatte sich im Polizeidienst, wo er ein Gehalt von 400 HRs. bezogen hatte, zum Polizeichef (kotwal) hochgearbeitet und war dann, zuständig für Polizei, in den Rat des Landes berufen worden. Zu diesem Zeitpunkt war er bereits extrem wohlhabend. Er war wesentlich an der erfolgreichen Platzierung der Eisenbahnanleihe beteiligt gewesen, wofür er 16000 £ erhalten hatte. Abdul Huq hatte sich vom Nizam vor seiner Abreise den Auftrag erteilen lassen, für den Herrscher aus dessen Londoner Bankguthaben Aktien im Werte von 125.000 £ zu erwerben, was nach Lage der Staatsfinanzen eigentlich nicht angeraten war. Es wurde von Watson, Stewart und Huq vorgetäuscht, die Aktien seien schwer erhältlich, man lieferte dann 1000 Aktien in zwei Tranchen, eine davon nur halb bezahlt, aus den Beständen der Initiatoren zum Kurs von 12 £. Diese Aktien waren eigentlich die dem Minister (gratis) zugedachten. Er verkaufte sie somit an seinen Herren, dabei erzielte er einen Profit von 132.000 £ (inkl. 5 % Kommission). Als dies ruchbar wurde, entließ der Nizam am 11. April 1888 Abdul Huq, der von Hyderabad sofort nach Bombay flüchtete.
Als die Praktiken – solches war damals noch nicht illegal, galt aber als unmoralisch – in London bekannt wurden, stellte sich die Frage nach der Rechtmäßigkeit der Konzessionsvergabe, die vom India Office gutgeheißen worden war. Die Aktien fielen im April auf 7½, bald darauf unter 6. Zur Klärung wurde auf Anstoß von Henry Labouchère bald ein parlamentarischer Untersuchungsausschuss eingerichtet. Zwischenzeitlich trat Abdul Huq seinen Grundbesitz in Bombay, mit einem Schätzwert von über £ 150000, an den Nizam ab, um der Strafverfolgung zu entgehen. Der Untersuchungsausschuss produzierte einen umfangreichen, wenig aussagekräftigen Bericht, dessen Hauptzweck es war, dem Vizekönig Lord Dufferin, seinen Beamten, dem Residenten John Graham Cordery und dem britischen Privatsekretär des Nizam, Colonel Marshall, die ihre Sorgfaltspflicht gröblichst vernachlässigt hatten, einen Persilschein auszustellen. Die Konzession wurde vom Parlament nicht widerrufen. Trotz dieser Vorgeschichte entwickelte sich der Bergbaubetrieb zu einem der wenigen erfolgreichen Industriebetriebe Hyderabads außerhalb des Textilsektors. Vom Nizam angestrengte Prozesse zogen sich über Jahrzehnte hin.
Es wurde vereinbart, dass die Firma für die Jahre bis 1892 insgesamt 107.000 HRs. an die Staatskasse zu zahlen hatte, in den Jahren danach waren 8 Anna pro ton (zu 1016 kg) für die ersten 100.000 tons zu bezahlen, mindestens jedoch 30.000 HRs p. a. Bei höheren Fördermengen stieg die Abgabe bis auf maximal 1 HR/ton. Die Kosten der Gewinnung (zu Abrechnungszwecken) wurden mit 2/11/11 HRs festgesetzt. Die Kosten für die Polizeikräfte im Abbaugebiet wurden zwischen dem Staat und der Firma im Verhältnis 3:7 geteilt.

## Betrieb

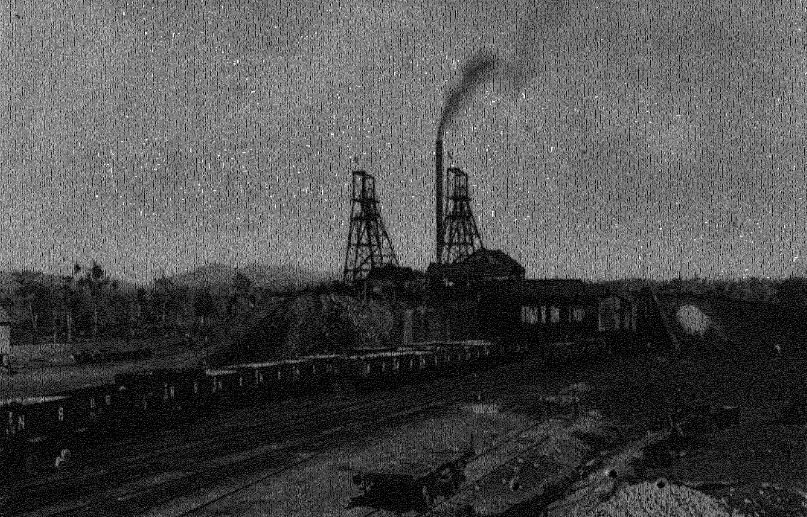
Schacht Strutt (vormals Osman Pit) in Singareni (1928)

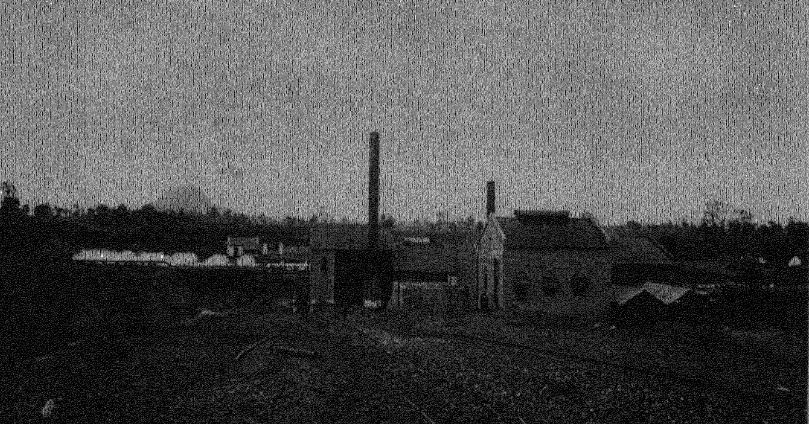
E-Werk (lieferte Drehstrom mit 25 Hz, 2200 V) 1928

Der wichtigste Geschäftszweig war stets der Kohleabbau in der Mine von Singareni. Gefördert wurden: 1887, dem ersten Jahr, 3259 tons, 1891 144.668 tons, zehn Jahre darauf war die Produktion auf 421.218 tons gestiegen. Sie lag 1904 bei 419.546. und schwankte 1910-12 zwischen 481.000 und 506.000. Anfang des 20. Jahrhunderts lag der Preis pro ton in Kalkutta zwischen 2⅛ und 4⅜ Rs. Das Abbauprodukt hatte einen Karbonanteil von 55 % bei 14 % Asche und einem Heizwert von ca. 27 MJ/kg. Die Gesamtmenge der aus drei Schächten ("22," "23," "Strutt") bis 1928 abgebauten Kohle erreichte 17 Mio. tons. Die für den Kohlenabbau im gesamten Godavari-Tal zuständige SCCL baute bis 2005 721 Mio. Tonnen ab.
In Singareni wurde das zweite Elektrizitätswerk des Staates errichtet. Eisenbahnanschluss bestand durch eine Stichbahn zur Dornakal Junction. Die Staatsbahn erhielt 30 % Rabatt auf den Kohlepreis, gewährte dafür einen gleich hohen Nachlass auf die Frachtrate. Es wurden Arbeitersiedlungen errichtet und für sauberes Trinkwasser gesorgt, wodurch die bis 1925 sehr häufige Ancylostomiasis zurückgedrängt wurde. Ein firmeneigenes Krankenhaus unter einem europäischen Arzt hatte 70 Betten und konnte in Notfällen 110 Patienten aufnehmen. Die Rate tödlicher Unfälle pro 1000 Beschäftigte lag vor dem Ersten Weltkrieg etwa bei der Hälfte der in Europa üblichen; dieser Wert ist deutlich schlechter, wenn man die Anzahl der tödlichen Unfälle auf die Fördermenge pro Kopf bezieht.

### Granat
Abbau von Granaten erfolgte im Distrikt Warangal durch lizenzierte Kleinunternehmer, die ihre Funde an die Firma verkauften. Die Produktion erreichte 1910–1914 durchschnittlich 13.680 lbs., stieg 1915–1919 auf 232.612 lbs., fiel dann 1920–1924 auf 62.517, der Durchschnitt der nächsten 5 Jahre lag nur noch bei 28.443 lbs. Die Firma gab ihre Konzession 1935 zurück, da der Abbau unrentabel geworden war. Die größeren weinroten Steine fanden in der Schmuckherstellung Verwendung, weniger schöne Stücke wurden für die Herstellung von Schleifpapier verwendet.

### Sonstige Minerale
In der Nähe von Singareni fand sich auch in geringen Mengen Eisenerz. An anderen Mineralien wurden goldhaltige Quarze in den taluks Manvi und Deodrug abgebaut, diese Lagerstätten waren aber bis zum Ersten Weltkrieg erschöpft, der Betrieb der Hutti’s Gold Mines Ltd. 1920 eingestellt. Kalkstein wurde bei Yegdīr gewonnen. Für diese Abbauprodukte musste 1/15 des Erlöses als Konzessionsabgabe gezahlt werden.

### Personal
Die ersten Direktoren waren die Geldgeber William Clarence Watson und John Stewart (29. Juli 1887). Der erste Gesamtbetriebsleiter vor Ort wurde Theo W. H. Hughes, der vom Geological Survey of India kam und ebenfalls gratis Aktien erhielt. Als Minenleiter wurden Weiße, oft mit Erfahrungen im südafrikanischen oder australischen Bergbau, angeworben. Zu den Direktoren der Singareni Collieries (ab 1921) gehörten die Mitglieder des Rates Akbar Hydari und Salar Jung III. sowie L. C. Croslegh, W. W. Paul, mit Sir Gordon Fraser als Vorsitzendem. Der General Manager war R. L. Andrews.
Der nahe der Singareni-Mine gelegene Ort Yellandlapād hatte 1901 12.377 Einwohner. Die 6360 Arbeiter, eingeteilt in Akkord-Kolonnen, erzielten im Jahre 1909 Monatslöhne von 3 bis 4 Rs über Tage, 7–10 Rs im Schacht. Gearbeitet wurde von Anfang an im Drei-Schicht-Betrieb. Es arbeiteten auch zahlreiche Frauen unter Tage. Die Abbauleistung pro Kopf der meist aus landlosen Bauern rekrutierten Minenarbeiter erreichte durchschnittlich nur ein Viertel der im Rest des Empire erzielten. Die Zahl der Beschäftigten stieg bis 1914 auf 8315, von denen 6406 unter Tage arbeiteten. 1928 lebten um die Mine ca. 22.000 Personen, von denen etwa die Hälfte dort beschäftigt waren. Schrämmaschinen und der Einsatz von Sprengstoff beim Abbau wurden in Indien erst Ende der 1930er üblich.

### Amtliche Schriften
- House of Commons: The Return of Correspondence between the Government of India and the Secretary of State relating to the Concession of Mining Rights in the Deccan. 16th September 1887 ("Blue Book," unvollständig)
- Memorandum on the Budget Estimate of the Railway for Fasli, 1297 (Hyderabad Yellow Book); 86 S.
- The Nizam’s Government, Hyderabad Deccan Company: Lease of the Singareni Coal Field. Madras 1895; ("Confidential: Working Copy of Lease for Use of the Government Only" Volltext)
- Select Committee on East India (Hyderabad Deccan Mining Company): Report …. London 1888; ("First …, 17. Mai" und "Second Report, 8. August" in den National Archives (Oriental and India Office Collections): IOR/R/2/88/309, 1888)